# Непосиди (фільм)
«Непосиди» (рос. «Непоседы») — український радянський художній фільм, комедія 1967 року за мотивами однойменної повісті Олексія Шубіна.
Це фільм про радянську молодь. Життєрадісна і енергійна Зоя Вертишейка мріяла про міщанський благоустрій. Але опинившись на будівництві в Сибіру, зрозуміла, що її місце там, де вирує життя, а міщанський добробут — це не для неї.